# Sarah-Jane Dias
Sarah-Jane Dias est une actrice indienne née en 1982 à Mascate. 
Avant sa vie d'actrice, elle a été musicienne et s'est fait connaître en 2007 en remportant le titre de Miss Inde. Depuis, elle a principalement joué dans des comédies romantiques indiennes telles que Theeradha Vilaiyattu Pillai, O Teri ou Déesses indiennes en colère. 

## Biographie
Sarah-Jane Dias est née à Mascate en Oman dans une famille de catholiques mangaloréens. Son père, Eustace Dias, travaille chez Oilfields où il est responsable marketing. Elle a une sœur, Elena Rose Dias.
Elle a d'abord étudié à l'école indienne Al Wadi Al Kabir puis pendant deux ans à l'école indienne de Mascate et au St Andrew College de Bombay.

### Carrière
À Bombay, Sarah-Jane Dias a été découverte par hasard par Suresh Natrajan qui l'a engagée immédiatement comme modèle. À 21 ans, elle remporte le Talent Hunt TV Show, ce qui lui donne le droit de tenter sa chance au Channel V Show. Elle a ensuite été invitée dans des émissions de top-modèle qui l'ont d'abord fait connaître sur les réseaux sociaux.
En parallèle, elle a collaboré en 2006 avec le groupe australien INXS pour leur album Switch sur le single Never Let You Go. L'année suivante, elle a participé au concours de Miss Inde 2007. Elle remporte le titre avec Puja Gupta (Miss Inde Univers) et Pooja Chitgopekar (Miss Inde Terre). Elle a donc pu représenter son pays au titre de Miss Monde 2007, remporté par la chinoise Zhang Zilin.
En tant qu'actrice, son premier rôle majeur a été dans une comédie romantique en tamoul de 2010, Theeradha Vilaiyattu Pillai, aux côtés de la star de Kollywood Vishal Krishna. Elle enchaîne dans un film d'action qui s'inspire de la trilogie de Jason Bourne : Game, en 2011. Elle tourne ensuite en Telougou dans le thriller romantique Panjaa avec Pawan Kalyan, puis dans la comédie Kyaa Super Kool Hain Hum s'inspirant de la série du même nom, aux côtés de Ritesh Deshmukh notamment. 
En 2015, elle joue dans le film du réalisateur Pan Nalin avec qui elle tourne Déesses indiennes en colère. En mai 2016, elle apparaît dans Viceroy's House, son premier film en anglais.

## Filmographie
| Année | Film                        | Rôle    | Langue   | Notes      |
| ----- | --------------------------- | ------- | -------- | ---------- |
| 2010  | Theeradha Vilaiyattu Pillai | Priya   | Tamoul   | Début film |
| 2011  | Game                        | Maya    | Hindi    |            |
| 2011  | Panjaa                      | Sandhya | Telougou |            |
| 2012  | Kyaa Super Kool Hain Hum    | Anu     | Hindi    |            |
| 2014  | O Teri                      | Monsoon | Hindi    |            |
| 2014  | Happy New Year              | Laila   | Hindi    | Apparition |
| 2015  | Déesses indiennes en colère | Frieda  | Hindi    |            |
| 2016  | Zubaan                      | Amira   | Hindi    |            |
| 2017  | Viceroy's House             | Aalia   | Anglais  |            |